# Gabriel Abreu Castaño
Gabriel Abreu Castaño   (Madrid, 1834 - Madrid, 1881) fou un músic espanyol i profressor de discapacitats. El 1856 va publicar una obra, Sistema de escribir la música en puntos de relieve, con real privilegio de invención, dedicado a los ciegos on exposava el seu mètode d'ensenyament.
Era cec de naixement i rebé l'ensenyament propi de la seva disminució física en el Col·legi Nacional de Sords i muts i de Cecs de Madrid, arribant a ser professor de solfeig i piano en el mateix. La seva habilitat per l'ensenyament li va fer treure deixebles molt aprofitats, perquè coneixent per ell mateix les dificultats que el cec ha de vèncer, per a comprendre una cosa, la sabia explicar d'una manera tan clara, que l'alumne s'adonava a l'instant de les coses, i l'entenia amb poc esforç. El seu amor pels companys disminuïts, li feu pensar en la conveniència d'un sistema de notació musical que facilites als alumnes l'aprenentatge de les peces que havien d'executar en els instruments en què es dedicaven, ja que a finals del segle xix, hi havia la creença equivocada, què el cec, no servia més que per la música.
El sistema de notació musical d'Abreu té per base l'alfabet braille; afegí a la pauta una ranura més, amb el qual aconseguí signes de vuit punts, i representà amb les lletres ja conegudes pels cecs, els diferents signes musicals. En les dues ranures superiors col·locà les notes, donant ha aquesta figura de les set lletres de l'alfabet, de la d á la j, i en les dues ranures inferiors posà les figures, donant als altres signes una representació adequada, segons li permetien els vuit de què podia disposar. El sistema resultà tan fàcil de comprendre pels cecs, que quan l'inventor el donà a conèixer oficialment, un dels alumnes, elegit entre els d'aspecte més apocat, llegí de sobte i sense titubejar una melodia que moments abans havia escrit l'inventor davant d'un jurat, dictant-li un professor del Conservatori. La prova fou tan concloent, que el sistema restà establert amb caràcter oficial al Col·legi Nacional de Madrid, i des de llavors (1850), esdevingué el seu ensenyament durant molts anys.